# Liste der 100 besten amerikanischen Rennpferde des 20. Jahrhunderts

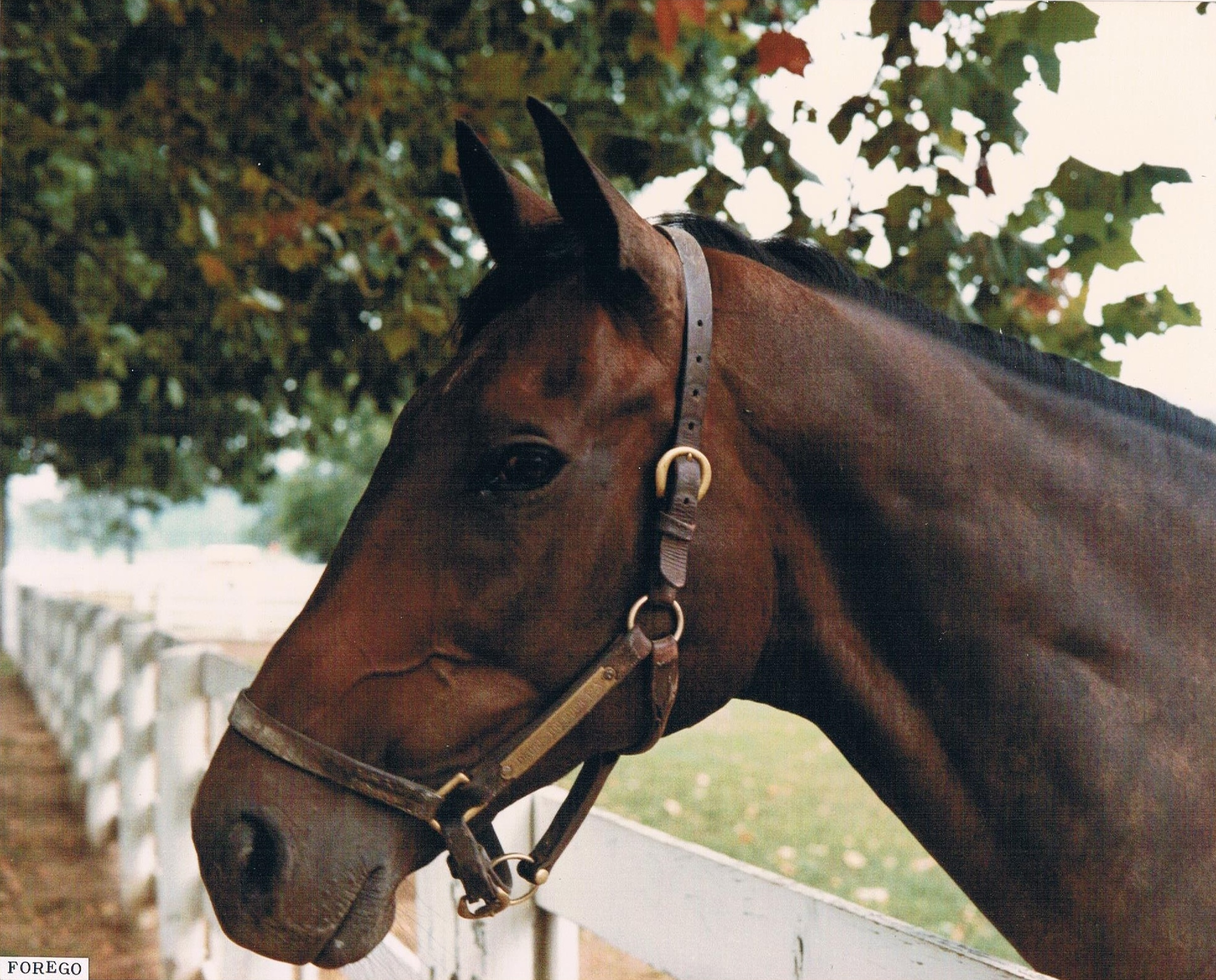
Forego im Kentucky Horse Park, 1981

Die 100 besten amerikanischen Rennpferde des 20. Jahrhunderts (englisch: Blood-Horse magazine List of the Top 100 U.S. Racehorses of the 20th Centuryist) ist eine oft zitierte und vielfach anerkannte Auflistung der erfolgreichsten und besten Rennpferde des 20. Jahrhunderts der Vereinigten Staaten, die zum Millennium von der US-amerikanischen Fachzeitschrift Blood-Horse herausgegeben wurde. Die Zusammenstellung erfolgte in geheimer Abstimmung durch sieben distinguierte Experten für die Thematik: Howard Battle (Geschäftsführer Rennen von Keeneland), Lenny Hale, Jay Hovdey, William Nack, Pete Pedersen, Jennie Rees und Tommy Trotter. Erweitert um die Biographien der einzelnen Pferde erschien die Liste auch als Buch.
Unmittelbar nach der Veröffentlichung kritisierte Nack – Redakteur bei Sports Illustrated und Verfasser einer Secretariat-Biographie – allerdings gegenüber der Tageszeitung Daily News den Wahlvorgang, da eine Person aus dem Panel Secretariat nur auf Position 14 sah, was das Pferd im Endergebnis die Spitzenplatzierung kostete. Nacks Kommentar:
„That’s an outrage. You mean this one person thought Secretariat would finish last in a 14-horse race? If I’d known somebody felt that way about Secretariat I’d have voted Man o’ War 15th. But how could I justify that?“
„Das ist ein Skandal. Müssen wir also davon ausgehen, dass diese eine Person glaubte, Secretariat würde ein 14-Pferde-Rennen als Letzter beenden? Wenn ich gewusst hätte, dass jemand so über Secretariat dachte, hätte ich Man o’ War auf den 15. Rang gewählt. Aber wie könnte ich das rechtfertigen?“

## Übersicht
1. Man o’ War
2. Secretariat
3. Citation
4. Kelso
5. Count Fleet
6. Dr. Fager
7. Native Dancer
8. Forego
9. Seattle Slew
10. Spectacular Bid
11. Tom Fool
12. Affirmed
13. War Admiral
14. Buckpasser
15. Colin
16. Damascus
17. Round Table
18. Cigar
19. Bold Ruler
20. Swaps
21. Equipoise
22. Phar Lap
23. John Henry
24. Nashua
25. Seabiscuit
26. Whirlaway
27. Alydar
28. Gallant Fox
29. Exterminator
30. Sysonby
31. Sunday Silence
32. Skip Away
33. Assault
34. Easy Goer
35. Ruffian
36. Gallant Man
37. Discovery
38. Challedon
39. Armed
40. Busher
41. Stymie
42. Alysheba
43. Northern Dancer
44. Ack Ack
45. Gallorette
46. Majestic Prince
47. Coaltown
48. Personal Ensign
49. Sir Barton
50. Dahlia
51. Susan’s Girl
52. Twenty Grand
53. Sword Dancer
54. Grey Lag
55. Devil Diver
56. Zev
57. Riva Ridge
58. Slew o’Gold
59. Twilight Tear
60. Native Diver
61. Omaha
62. Cicada
63. Silver Charm
64. Holy Bull
65. Alsab
66. Top Flight
67. Arts and Letters
68. All Along
69. Noor
70. Shuvee
71. Regret
72. Go for Wand
73. Johnstown
74. Bald Eagle
75. Hill Prince
76. Lady’s Secret
77. Two Lea
78. Eight Thirty
79. Gallant Bloom
80. Ta Wee
81. Affectionately
82. Miesque
83. Carry Back
84. Bimelech
85. Lure
86. Fort Marcy
87. Gamely
88. Old Rosebud
89. Bewitch
90. Davona Dale
91. Genuine Risk
92. Sarazen
93. Sun Beau
94. Artful
95. Bayakoa
96. Exceller
97. Foolish Pleasure
98. Beldame
99. Roamer
100. Blue Larkspur